# Provincia de Midlands
Midlands es una provincia de Zimbabue. Tiene una superficie de 49.166 km² y una población aproximada de 1,6 millones en 2012. Su capital es la ciudad de Gweru.
- Datos: Q456556
- Multimedia: Midlands Province / Q456556